# گفتار
سخن یا گفتار یکی از فرایندهای ارتباطیِ انسان‌هاست.

گفتار با به‌وجود آوردن صدا توسط دهان و تا حدودی بینی انسان به‌وجود می‌آید. در این فرایند، دندان‌ها، زبان کوچک و بزرگ، حنجره و بینی و کام نقش دارند. گفتار مهم‌ترین روش ارتباط انسانی است.
گفتار عبارت است از شکل تلفظ‌شدهٔ ارتباطات انسانی که مبتنی بر ترکیب نحوی لغات یا نام‌هایی است که از فرهنگ لغات بسیار بزرگ (معمولاً بیش از ۱۰٬۰۰۰ لغت مختلف) بدست می‌آیند. هر کلمه گفتاری از ترکیب آوایی مجموعه محدودی از واحدهای صوتی گفتاری ثابت و صدادار ایجاد می‌شود. این فرهنگ لغات، نحوی که آن‌ها را می‌سازد، و مجموعه واحدهای صوتی گفتاری آنها، متفاوت با ایجاد موجودیت هزاران نوع مختلف زبان‌های بشری است که متقابلاً غیرقابل فهم‌اند.
افراد (متکلّمین به چند زبان) اغلب قادر به برقراری ارتباط با دو یا بیشتر زبان‌اند. توانایی‌های صوتی که انسان‌ها را قادر به تولید گفتار می‌کند نیز به انسان توانایی آواز خواندن می‌دهد. فرم اشاره‌ای ارتباط انسانی برای ناشنوایان به شکل زبان علائمی وجود دارد. گفتار در برخی فرهنگ‌های زبان مکتوب بوده‌است، اغلب زبانی که به لحاظ فرهنگ لغت، نحویات و آوائی متفاوت از زبان تکلمی همراه بوده‌است، به دوزبانه (diglossia)، گفتار علاوه بر استفاده‌اش در ارتباطات، توسط برخی روانشناسان همچون ویگوتسکی اشاره شده که به‌طور داخلی توسط پروسه‌های ذهنی استفاده می‌شود جهت بالابردن و سازمان دادن ادراک به شکل یک گفتار یک نفری با لحن گفتار گفتن برحسب تولید گفتار و ادراک اصوات استفاده شده در زبان تکلمی پژوهش می‌شود. عناوین پژوهش دیگر، مربوط به تکرار گفتار، توانایی برای تبدیل کلام تکلمی شنیده شده به اصوات مورد نیاز برای تولید مجدد که نقش اساسی در توسعه فرهنگ لغت در کودکان و خطاهای تکلمی دارد. چندین درس دانشگاهی که این‌ها را مطالعه می‌کنند شامل، اصوات‌شناسی، روانشناسی، آسیب‌شناسی گفتاری، زبان‌شناسی، علوم ادراکی، مطالعات ارتباطات، رشته بیماری‌های گوش، گلو و بینی و علوم کامپیوتر است. ناحیه پژوهشی دیگر این است که چقدر مغز انسان در سطوح مختلف خود نظیر سطح بروکا و سطح و رینک پایه گفتار هستند. مباحثه‌ای است که چقدر گفتار انسان منحصر است به لحاظ این‌که سایر حیوانات دیگر نیز با اصوات ارتباط برقرار می‌کنند. با وجودی‌که هیچ‌کدام در وحوش فرهنگ لغوی بزرگی ندارند، پژوهش روی توانایی‌های غیرزبانی میمون‌های زبان آموخته نظیر واشو و کانزی این امکان را افزایش می‌دهد که آن‌ها ممکن است این توانایی‌ها را داشته بوده‌اند. اصول گفتار ناشناخته‌اند و موضوع بحش و تفکرهای بسیاری هستند.

## تولید گفتار
در زبانشناسی (اصوات و آواهای شمرده شمرده)، روش شمرده‌سازی مشخص می‌کند چگونه زبان، لب‌ها، آرواره‌ها و ارگان‌های تکلمی دیگر درگیر در صوت‌سازی تماس برقرار می‌کنند. اغلب این مفهوم فقط برای تولید ثابت‌ها استفاده می‌شود. برای هر مکان شمرده شمرده سازی، می‌تواند چندین روش وجود داشته باشد؛ و بنابراین چندین حرف بی صدای هماهنگ. گفتار عادی انسان با فشار ریوی تولید می‌شود که از طریق ریه‌ها ایجاد می‌شود که خالق اصوات در دهانه حنجره است که سپس توسط دستگاه صوتی به حروف صدادار و بی صدای مختلف اصلاح می‌شود. بهر حال انسان‌ها می‌توانند کلمات را تلفظ نمایند بدون استفاده ریه‌ها و دهانه حنجره در گفتاری alaryngeal که از آن سه نوع وجود دارد. گفتار وابسته به نای، گفتار حلقی و گفتار دهانی (معروف به گفتار دونالد داک).

## درک گفتار

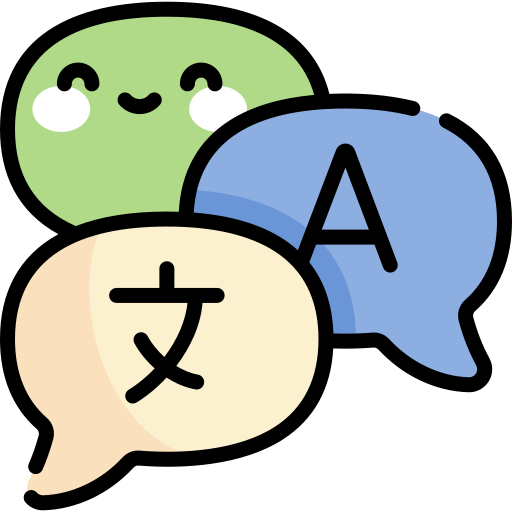
درک گفتار

به پروسه‌هایی که به وسیلهٔ آن‌ها انسان‌ها قادر به تفسیر و فهم اصوات استفاده شده در زبان هستند درک گفتار گفته می‌شود. مطالعه درک گفتار تقریباً مرتبط با رشته‌های صوت‌شناسی و آواشناسی در زبان‌شناسی و روان‌شناسی ادراکی و ادراک در ستایلولوژی است. پژوهش در ادراک گفتار در جستجوی فهم این است که چگونه مخاطبین و شنوندگان انسانی اصوات گفتار را تشخیص داده و این اطلاعات را برای فهمیدن زبان تکلم شده‌استفاده می‌کنند. پژوهش گفتار دارای کاربردهایی در ساختن سیستم‌های کامپیوتری است که می‌تواند گفتار را تشخیص دهد و نیز بهبود تشخیص گفتار برای گوش دهندگان کر و لال Rosetta نمونه‌ای از نرم‌افزار گوش دادن است.

## تکرار گفتار
صداسازی‌های تکلم شده به سرعت از ورودی‌های حس‌کنندگی به آموزش‌های موتور (محرک) مورد نیاز برای تقلید صوتی (در حافظه صوت‌شناسی) تبدیل می‌شوند. این به‌طور مستقل از ادراک گفتار رخ می‌دهد. این نقشه یا تبدیل نقشی کلیدی در توانا کردن کودکان برای توسعه دادن فرهنگ لغت خود و بنابراین توانایی زبان انسان برای انتقال روی نسل‌ها ایفا می‌کند.

## خطاهای گفتار
گفتار فعالیتی پیچیده با این نتیجه است که خطاهای تکلم شده اغلب ایجاد می‌شوند. این‌ها توسط دانشمندان استفاده شده‌است برای فهم طبیعت پروسه‌های درگیر درتولید آن چندین عامل ارگانیک و روانشناسی وجود دارند که می‌تواند بر گفتار تأثیر بگذارد. در میان آن‌ها عبارتند از:
1. بیماری‌ها و اختلالات ریه‌ها یا کوردهای صوتی، شامل فلج. عفونت‌های تنفسی (برونشیت‌ها)، غدد چین‌های صوتی و سرطان‌های ریه و گلو
2. بیماری‌ها و اختلالات مغز، شامل، آلووژیا، آفاسیاس، دیس آرتریا، دیستونیا و اختلالات پردازش گفتار، که در آن طرح ناقص موتور (محرک)، انتقال عصبی، پردازش صوتی یا درک پیغام (در مقابل صدای واقعی) منجر به تولید گفتار ضعیف می‌شود.
3. مسائل شنوایی، نظیر فشد یا ریزش رسانه (محیط) آماس گوش و اختلال پردازش شنوایی می‌تواند منجر شود به مسائل صوت‌شناسی.
4. مسائل شمرده شمرده گفتارگویی، نظیر لکنت داشتن. سرزبانی تلفظ کردن. شکاف سقف دهان. ناهماهنگی حرکتی یا تخریب عصبی که منجر به مسائل در شمرده‌سازی می‌شود. سندروم Tourett و تیک‌های غیرارادی می‌تواند برگفتار اثر بگذارد. بسیاری متکلمین نیز در صدای خود یک تن را هماهنگ خاص (slur) دارند.
5. علاوه بر دیسفازی (عدم قدرت تکلم)، کم خونی و اختلال پردازش شنوایی می‌تواند مانع کیفیت درک شنوایی و بنابراین، بیان کردن شود. آن‌هایی که کم شنوا یا ناشنوا هستند می‌توانند در این مجموعه قرار بگیرند.

## اجزای گفتار
هر گفتار از بخش‌هایی مانند آوا، واج، واژه، جمله تشکیل شده‌است.